# Joonas Henttala
Joonas Henttala (Porvoo, 17 settembre 1991) è un ex ciclista su strada finlandese, è stato professionista dal 2013 al 2023..

## Palmarès
- 2009 (dilettanti)

Campionati finlandesi, Prova in linea Juniores
- 2010 (dilettanti)

1ª tappa Tulva Ajot
- 2021 (Team Novo Nordisk, una vittoria)

Campionati finlandesi, Prova in linea

## Piazzamenti

### Classiche monumento
- Milano-Sanremo

2015: 146º
2016: 151º
2018: 116º
2019: 138º

### Competizioni europee
- Campionati europei

Hooglede-Gits 2009 - Cronometro Juniores: 55°